# Endre Kabos
Endre Kabos (5 de noviembre de 1906-4 de noviembre de 1944) fue un deportista húngaro que compitió en esgrima, especialista en la modalidad de sable.
Participó en dos Juegos Olímpicos de Verano en los años 1932 y 1936, obteniendo en total cuatro medallas, oro y bronce en Los Ángeles 1932 y dos oros en Berlín 1936. Ganó siete medallas en el Campeonato Mundial de Esgrima entre los años 1931 y 1935.

## Palmarés internacional
| Juegos Olímpicos   | Juegos Olímpicos             | Juegos Olímpicos  | Juegos Olímpicos  |
| Año                | Lugar                        | Medalla           | Prueba            |
| ------------------ | ---------------------------- | ----------------- | ----------------- |
| 1932               | Los Ángeles (Estados Unidos) | Medalla de oro    | Sable por equipos |
| 1932               | Los Ángeles (Estados Unidos) | Medalla de bronce | Sable individual  |
| 1936               | Berlín (Alemania)            | Medalla de oro    | Sable individual  |
| 1936               | Berlín (Alemania)            | Medalla de oro    | Sable por equipos |
| Campeonato Mundial |                              |                   |                   |
| Año                | Lugar                        | Medalla           | Prueba            |
| 1931               | Viena (Austria)              | Medalla de oro    | Sable por equipos |
| 1931               | Viena (Austria)              | Medalla de plata  | Sable individual  |
| 1933               | Budapest (Hungría)           | Medalla de oro    | Sable individual  |
| 1933               | Budapest (Hungría)           | Medalla de oro    | Sable por equipos |
| 1934               | Varsovia (Polonia)           | Medalla de oro    | Sable individual  |
| 1934               | Varsovia (Polonia)           | Medalla de oro    | Sable por equipos |
| 1935               | Lausana (Suiza)              | Medalla de oro    | Sable por equipos |